# San Nicolás, Comayagua
San Nicolás är en ort i Honduras.   Den ligger i departementet Departamento de Comayagua, i den centrala delen av landet, 70 km norr om huvudstaden Tegucigalpa. San Nicolás ligger 586 meter över havet och antalet invånare är 976.
Terrängen runt San Nicolás är kuperad västerut, men österut är den platt. San Nicolás ligger nere i en dal. Runt San Nicolás är det glesbefolkat, med 18 invånare per kvadratkilometer. Närmaste större samhälle är Minas de Oro, 9,2 km norr om San Nicolás.  